# Nolasc del Molar
Nolasc del Molar (vero nome: Daniel Rebull i Muntanyola; El Molar, 1902 – Barcellona, 1983) è stato un religioso spagnolo dell'Ordine dei frati minori cappuccini.

## Biografia
Entrò nei cappuccini nel 1918 e diventò prete il 1926. Pubblicò numerosi lavori su temi di patristica, di storia e di letteratura, e importanti edizioni di testi antichi. Fu collaboratore della Fundació Bíblica Catalana (Fundazione Biblica Catalana) e della Fundació Bernat Metge (Fundazione Bernat Metge).
Lasciò inediti molti altri lavori e traduzioni. I suoi ultimi anni erano firmati col nome di Nolasc Rebull.

## Opere
- Consueta del misteri de la gloriosa Santa Àgata (1953).(CA)
- Consueta de Sant Eudald (1954).(CA)
- Per les cançons d'un terrelloner (1956) (Recopilazione di canzoni populari stampata con pseudonimo).(CA)
- Una poesia religiosa del segle XIII (1953-1957).(CA)
- Eiximenis (1960).(CA)
- Traduzione e comentario di L'himne acatist a la Mare de Déu (1961).(CA)
- Perfil espiritual de Eiximenis Articolo in Revista de Girona 22 (1963) (ES)
- Procés d'un bruixot (1968).(CA)
- La Llegenda àuria de Jaume de Voràgine segons un manuscrit de Vic (1975).(CA)